# 敦巴辛饶·米沃切
敦巴辛饶·米沃（藏語：གཤེན་རབ་མི་བོ，威利转写：gShen rab mi bo），早期翻譯爲辛臘璞（Shenrab），亦翻譯作辛饶·弥沃、辛饶·米沃且（Shenrab Miwoche）、辛饶·米沃切、辛绕、興饒等；相传是统一西藏建立象雄王朝的首任君王（生活在公元前6世纪），也有观点认为只是象雄王朝的一任王子（生活在公元前4世纪）。同时是一位宗教改革者，他将原始苯教（多苯时期）改良爲雍仲本教（恰苯时期），革新了原始苯教不少落後的礼俗，创建了较为统一的宗教世界观，因此受苯教徒尊奉为教主，通常苯教徒在他的名字前加上“祖师”（Tonpa，音译“敦巴”）表尊称。吐蕃王朝建立后，松赞干布将佛教引入藏地，苯教为求生存，引入大量佛教教义，并将原有的宗教仪轨、装束、神祇、法器、供品、艺术作品、象征符号等全方面模仿藏传佛教并篡改佛教教义，形成了如今的宗教体系（居苯时期），此後苯教徒爲辛饶米沃冠以“佛”、“如来”的称号，称“辛饶米沃佛是释迦牟尼佛的老师”。

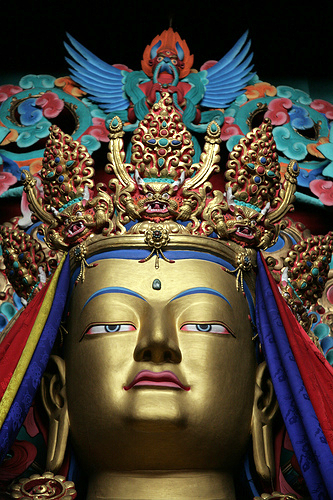
辛饶米沃的佛教化造像

## 名称内涵
“敦巴”义爲祖师，“辛饶”义爲佛陀。而雍仲其名也和佛教有关，“雍仲”义爲金刚，“雍仲松巴”义爲菩萨。

## 生平
象雄王朝是西藏歷史上的古王朝，主要统治今西藏自治区西部阿里地区，唐代史书称之为“羊同”。象雄人有自己的象雄语言（原始藏语）、象雄文字。吐蕃王朝崛起後，於642年讨伐象雄，其後象雄成为吐蕃的藩属国。有观点认为辛饶米沃生活的年代比传说中的吐蕃祖先聂赤赞普早约200年左右，即前4世纪，彼时象雄王朝已经存在，辛饶米沃可能是象雄王朝的王子。另一观点认为，是辛饶米沃统一藏地创建了象雄王朝，这样他的生活时期在前6世纪，大致与释迦牟尼佛乔达摩·悉达多同时期。还有观点确信辛饶米沃的出生年为前1917年。
居苯教则认为，辛饶米沃於前16017年正月十五出生在俄摩隆仁国，初名“觉悟道祖师辛绕弥沃更利南巴嘉瓦”，他在15岁之前就传授了卜算、医术等，10岁传授因明学和声学（翻译、语言学问），12岁传授天文曆算、阴阳五行说，14岁在宇宙中幻化分身度化众生，16岁迎娶了三百六十个妃子，18岁抵挡百万魔军的进攻，20岁到汉地传授阴阳五行学、到印度教授本门学、到裕固和勃律传授密宗等等，26岁开始讲法，31岁出家，在“奥林西北百花苑美多林”（一说冈底斯山）修道成功，35岁至45岁制定戒律，46岁至60岁独居“雍仲九重林”，82岁後的“水兔年十月三十日”身故。另外，佛教认为在我们所处的娑婆世界，佛陀前一世会居住在兜率陀天内院做一生补处菩萨；居苯教认为，释迦牟尼佛的前世号“白幢天子”，辛饶弥沃是祂的师父。按照苯教徒的说法，辛饶米沃创造了集工巧明（工艺学）、声论学（语言学）、医学、外明学（天文学）和内明学（苯教“佛”学）为一体的象雄文化和原始藏族文化，并且其还是世界文化之滥觞、佛教之渊源。
苯教的以上观点具有明显模仿释迦牟尼佛生平和篡改藏传佛教教义的痕迹，藏传佛教界批评苯教爲“附佛外道”，但如今苯教实质置於中国佛教协会的管理之下。实际上，在佛教尚未兴起时的雍仲苯教前期（恰苯时期），苯教参政议政能力极大，信徒甚众，甚至军队会依靠苯教巫师使用巫术帮助作战，这时的苯教巫师形象爲黑色服装、长发披肩（因此也被称作“黑教”），和佛教化後的剃髮、着袈裟形象截然不同，其教义脱胎於原始宗教、自然崇拜。

## 苯教的改良
原始苯教崇拜自然万物，和同源的汉人的原始祭祀礼仪，甚至许多原始宗教祭祀礼仪一样，具有宰杀牛羊祭祀神灵、焚烧谷物烟熏慰神（煨桑）、叩拜敬神、使用巫术咒诅的习惯。可以认为，原始苯教就是藏地原始宗教的集合，其侧重点不同又能分成不同流派，如卜算的称爲“占卦苯”，靠天文曆算推演吉凶的称爲“曆算苯”。
後来，辛饶米沃着手改革苯教，将自然万物人格化，用万物有灵的观念解释事物存在和变化的现象，反对杀牲祭祀而採用糌粑和酥油捏造成供品进行祭祀，但原始苯教的陋习仍然遗留在边远地区。从辛饶米沃祖师开始直至第八位吐蕃王止贡赞普爲止，苯教终脱离原始苯教时期进入雍仲苯教前期。此时的苯教已较为成熟，废除了繁多的崇拜对象，转而信奉天、地和地下“三界”，崇拜天神“赞”、地神“年”和龙神“鲁”，国邦领袖赞普不再被尊为天神之子，辛饶米沃祖师被封为教主。群民祭拜神祇和教主的仪式也得以制度化。有学者认为这样的转变可能因为融入了印度“大自在天派”的思想和做法。
学术界传统观点认为辛饶米沃改革苯教，创建雍仲苯教，是藏地歷史上重要的宗教改革者和创立者。但也有学者认为，辛饶米沃可能只是原始苯教“早期历史阶段中的一个改革者或总结者”。

## 苯教的佛教化
苯教進入雍仲苯教後期的標誌事件是佛教的引入。吐蕃王朝首领松赞干布在位期间，因苯教势力过大威胁王权，松赞干布从中国内地、尼泊尔等地引入佛教，试图制约苯教，但收效甚微。至赤松德赞即位後，开始大力扶持佛教，组织佛教、苯教辩论，苯教没有完全成型的教义因而在斗争中落败，佛教开始被吐蕃定为国教。苯教徒认识到教义的重要性，参照佛教教义和仪轨进行改革，试图建立起完整的理论体系。赤松德赞以“亵渎国教”为由，禁止苯教传播，屠杀和流放苯教徒，不少苯教徒逃亡到阿里、安多、康区等边地。为了苯教生存，此时期的苯教开始全面佛教化，供奉起佛陀、菩萨、金刚、明王，将黑色教服改为红、藍色袈裟，废除长髮披肩或黑头巾，开始剃髮、戴喇嘛僧帽，和佛教僧侶形象无二致，還建立了活佛（仁波切）系統，連各種稱號也全面照搬藏傳佛教。朗達瑪滅佛時，苯教復興，至吐蕃帝國滅亡後再度崛起，此段時期苯教靠模仿、篡改藏傳佛教經典編纂了不少苯教經典。
在雍仲苯教後期，佛教吸收了部分苯教的儀軌，如“煨桑”、轉經輪等，苯教的則借助佛教教义形成了自己独特的宗教世界观，甚至將教主辛饒米沃也冠以佛教“如來、佛”的稱號；又稱辛饒米沃是釋迦牟尼佛的師父，以突出苯教比佛教歷史更加悠久。此種做法在世界各地的宗教斗争中常能見到，但亦導致了苯教被普遍認為是佛教之支派，既使得現今的苯教失去了原來面貌，也使得藏传佛教常爲不了解的人被苯教教義誤導而困擾，更甚者辛饒米沃祖師的身世变得完全不符其實，更加扑朔迷离。

## 遗迹
- 辛饒米沃著有醫典《蹦耶》，爲藏醫經典。
- 西藏尼洋河畔的尼洋阁，早期稱“娘閣”，相傳是工布藏族之王下令爲辛饒米沃修建的宮殿。